# Język smerki
Język smerki (smärki, smerky), także: smarki kanum, kanum – język papuaski używany w prowincji Papua w Indonezji (dystrykt Sota, kabupaten Merauke). Posługuje się nim 150 osób.
Jego użytkownicy zamieszkują wsie Rawu Biru, Tomer, Tomerau i Yakiw.
M.J. Carroll (2016) opisuje smerki jako kontinuum dialektalne (z dialektami smerki właściwym, tamer i barkari). Wszystkie te języki (bądź dialekty) są lokalnie określane jako „smerki”. Dialekt tamer bywa rozpatrywany jako odrębny język.
Nazwa „kanum” określa szereg języków regionu, o słabym poziomie wzajemnej zrozumiałości. Niegdyś sugerowano związek między językami kanum a językami pama-nyungańskimi.